# رومان ساسوت
رومان ساسوت (بالفرنسية: Romain Sassot)‏ (مواليد 26 فبراير 1986) هو سبّاح فرنسي، مثّل بلاده في الألعاب الأولمبية الصيفية 2012.

## روابط خارجية
رومان ساسوت على موقع الاتحاد الدولي للسباحة (الإنجليزية)
- رومان ساسوت على موقع SwimRankings.net (الإنجليزية)
- رومان ساسوت على موقع اللجنة الأولمبية الدولية (الإنجليزية)
- رومان ساسوت على موقع أوليمبيديا (الإنجليزية)
- رومان ساسوت على موقع اللجنة الأولمبية الفرنسية (مؤرشف) (الفرنسية)